# Rosa Kavara

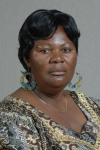
Sra. Rosa Kavara

Kavara Rosa Kunyanda (22 de fevereiro de 1958 - 2 de janeiro de 2018) foi membro do Conselho Nacional da Namíbia. Ela é da região do Kavango, Conselheira do círculo eleitoral Rundu Rural West e membro do Partido SWAPO.